# Хафец-Хаим
Исроэл Меер Коэн Пупко (Хофец-Хаим; Израиль Лейбович Пупко; 1838—1933) — крупный раввин, галахист и моралист. Духовный лидер еврейства Польши и России. Автор комментария к Шулхан-Аруху «Мишна Брура» и книг «Хафец Хаим» и «Шмират ха-Лашон» по законам запрета злословия и других важных галахических трудов.

## Биография
Родился в городе Дятлово Гродненской губернии в 1838 году в семье, строго соблюдавшей еврейскую традицию, у Арье-Лейба Иоселевича Пупко и его жены Добруши. Начиная с 10 лет учился в Бейт мидраше Хаима Нахмана Парнаса в Вильно, и вскоре занялся самообразованием. В 11 лет потерял отца. Мать вышла замуж вторично. Женился на дочери своего отчима.
Через несколько лет после женитьбы начал писать свои книги, изначально анонимно. Стал известен в мире по названию своей самой популярной книги, посвященной законам о запрете злословия — «Хафец Хаим» («Жаждущий жизни»); название взято из книги Теxилим (Псалмов) (др.-евр. מי האיש החפץ חיים אוהב ימים לראות טוב - נצור לשונך מרע ושפתיך מדבר מירמה-‬): «Какой человек жаждет жить, хочет хорошо провести свои годы? Тот, который хранит свой язык от зла, а уста свои от разговоров лживых»).
В 1869 г. создал иешиву в Радине (Радуни), известную под названием «Хафец Хаим». Среди преподавателей иешивы выделялись рав Шимон Шкор и рав Моше Лондинский. Рабби Исраэль Меир отказался брать деньги за свои раввинские обязанности, и кормился за счет лавки, которую содержала его жена. После присоединения западной Белоруссии к СССР иешива была закрыта. В 1912 был среди учредителей Агудат Исраэль в Катовице. С 1915 г. жил во внутренних губерниях России. В 1920 пытался вести борьбу с советскими властями за сохранение иудаизма, но быстро понял, что борьба обречена на провал и в 1921 г. вернулся в Радун, входивший тогда в состав Польши. В 1923 открыл съезд Агудат Исраэль в Вене. В 1924 предложил создать Ваад иешивот (комитет по делам иешив), который существует и поныне. Предвидел катастрофу европейского еврейства и создание еврейского государства. По другим мнениям, был категоричным противником сионизма.
Умер в Радуне в 1933.
Дом Хафец-Хаима в Радуни в 2001—2002 годах был разобран и вывезен в США.

## Книги о нём
- Дов Кац. Тнуат амусар, т. 4